# Michael O’Leary
Michael O’Leary (1961. március 21. –) ír üzletember, a Ryanair fapados légitársaság vezérigazgatója.

## Életrajz
Micheal O’Leary 1961. március 20-án született Mullingarban. Szülei Ger és Teddy O’Leary voltak. 1983-ben szerzett diplomát a dublini Trinity College-ban. 1983-1985 között gyakornokként dolgozott a KPMG-nél. 1985-ben elhagyta a céget.
Amíg a KPMG-nél dolgozott, O’Leary találkozott Tony Ryannal, aki akkor a Guinness Peat Aviation főnöke volt. Később Tony Ryan új légitársaságához csatlakozott, a Ryanairhoz.

## Botrányok
2007-ben O'Leary kénytelen volt visszavonni azt az állítását, amely szerint a Ryanair az előző öt évben a felére csökkentette a szén-dioxid-kibocsátást, mert valójában azt kellett volna mondania, hogy az egy utasra jutó károsanyag-kibocsátás csökkent a felére.
2020-ban, egy interjún O’Leary megjegyezte, hogy a repülőtéri biztonsági őröknek a mohamedán férfiakra kéne összpontosítani. Emellett „szörnynek” nevezte a túlsúlyos utasokat.